# لضريح مثمن الأضلاع
لضريح مثمن الأضلاع  هو معلم أثري تونسي مصنف من قبل المعهد الوطني للتراث يقع في ولاية الكاف في الوسط الغربي التونسي، تحديدا في مدينة هنشير قرقور تم تصنيف المعلم في يوم 1 مارس 1905.

## مقالات ذات صلة
- قائمة المعالم الأثرية المصنفة في تونس